# Xã Hartford, Quận Todd, Minnesota
Xã Hartford (tiếng Anh: Hartford Township) là một xã thuộc quận Todd, tiểu bang Minnesota, Hoa Kỳ. Năm 2010, dân số của xã này là 662 người.